# ザイヌル・アービディーン (ムザッファル朝)
ザイヌル・アービディーン（生没年不詳）は、イランを支配したムザッファル朝の第3代君主（在位：1384年 - 1387年）。

## 生涯
父は第2代君主のシャー・シュジャー。1384年に父が死去したため、即位した。しかし父の時代から起こっていた内紛を鎮めることができず、それどころか従兄弟のシャー・マンスールに反逆されて所領を横領された上に失明させられ、実権を奪われた。1387年にはティムールの侵攻を受けて廃位を余儀なくされる。
1392年、シャー・マンスールがティムールに対して反乱を起こすも鎮圧され、ムザッファル朝の皇族の大半は処刑された。このとき失明させられていたことを不憫に思ったティムールに助けられ、弟のスルタン・シェブリと共に目を潰されてサマルカンドに移送された。ティムールは彼ら兄弟を手厚くもてなし、サマルカンドで生涯を終えたという。